# کورکور حنایی

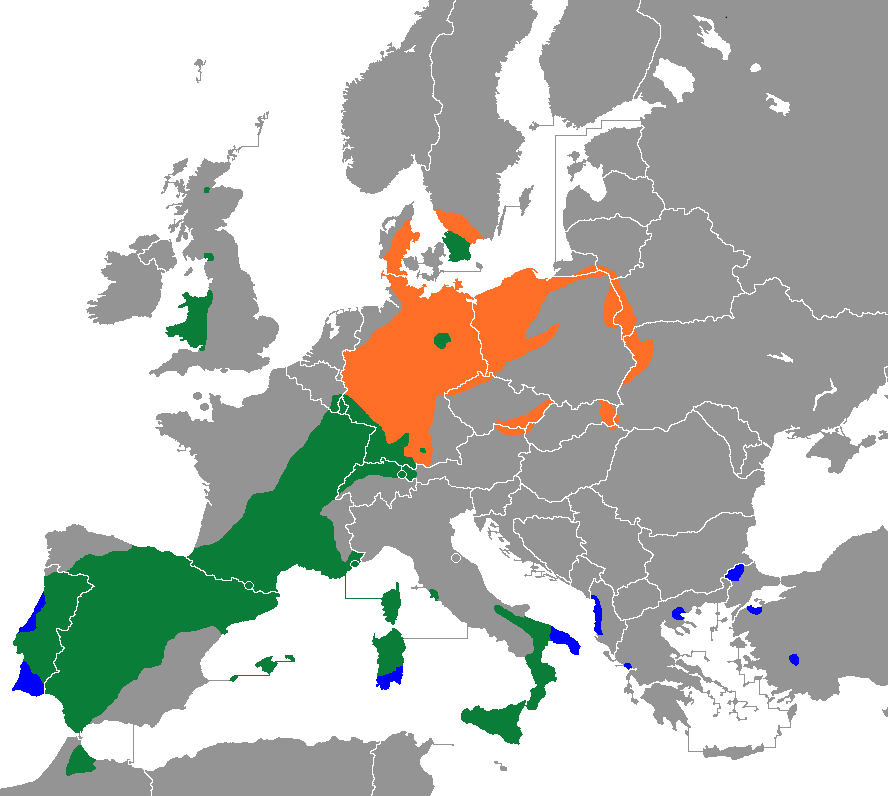
مناطق اصلی زیستگاه کورکور حنایی

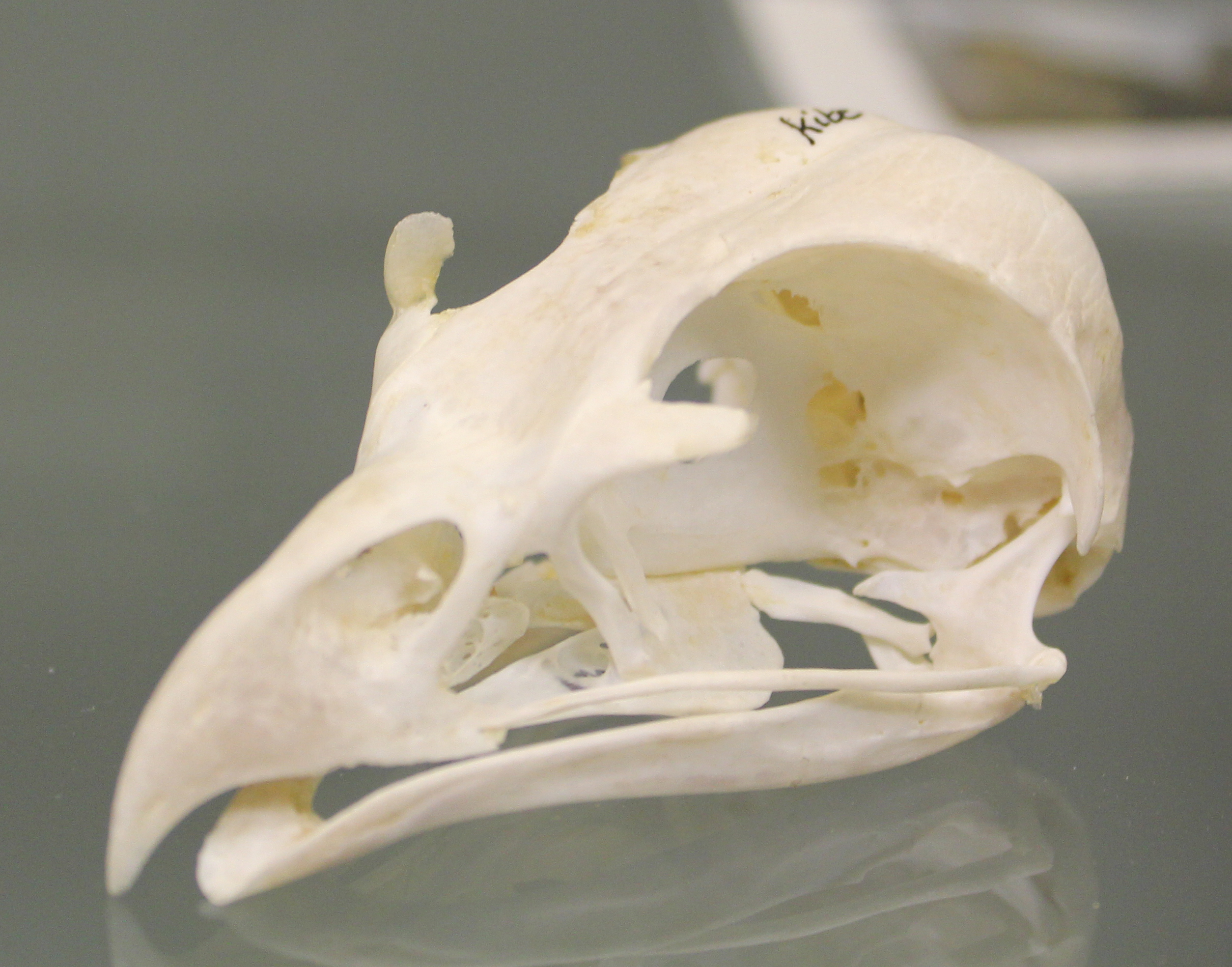
جمجمه کورکور حنایی

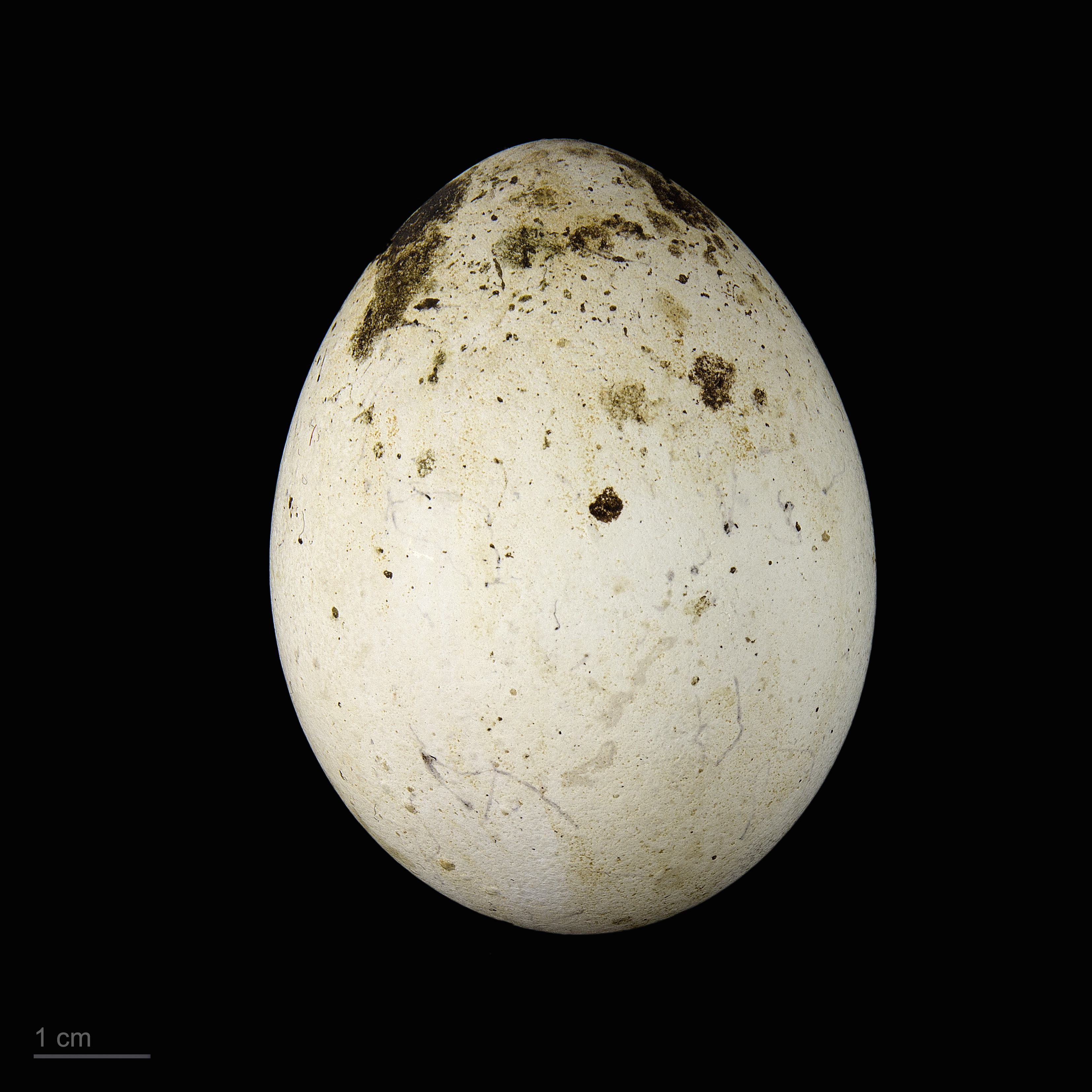
Milvus milvus

کورکور حنایی پرنده‌ای از خانواده کورکورها است. این پرنده مانند دیگر انواع کورکورها با بال‌های دراز و زاویه‌دار و دم دوشاخه خود شناخته می‌شوند و نر و ماده آنها مانند هم هستند ولی ماده حدود پنج درصد بزرگ‌تر از نر است.

## ویژگی‌های ظاهری
طول بدن این پرنده حدود ۶۱ سانتیمتر است. دمی زیبا و دوشاخه دارد. پر و بال آن قرمز بلوطی است و روی تنه و دم آن لکه‌های سفید زیبا دیده می‌شود و سر آن کرمی رنگ مایل به سفید و شاهپرهای انتهایی بال‌های آن سیاهرنگ است.

## تغذیه
کورکور حنایی هنگام فرود آمدن بر شکار بال‌های خود را پهن می‌کند و مانند کورکور سیاه، هم شکارچی است و هم مردار می‌خورد. از پستانداران کوچک و جوجه پرندگان، سگ مرده یا زخمی شده و برخی از حشرات تغذیه می‌کند.

## زیستگاه
این پرنده در نواحی قطبی و مدیترانه‌ای در جنگل‌های استپی با آب و هوای خشک و مرطوب، علفزارها و مراتع بسر می‌برد و بر شاخه‌های درختان بلند لانه می‌سازد و گاهی نیز از آشیانه‌های قبلی یا قدیمی دیگر پرندگان بهره می‌برد. در ایران به تعداد کم در جنوب دریای خزر و شمال آذربایجان دیده می‌شود.